# 马之庚
马之庚（1945年—），江苏泰兴人。中華人民共和國政治人物。
早年毕业于扬州工业学院机械制造系。2007年6月，担任中国兵器工业总公司总经理。2008年，担任全国人大财政经济委员会委员全国人民代表大会财政经济委员会委员。此外他还是中共第十六届中央候补委员。